# Trentepohlia (Mongoma) macrotrichia
Trentepohlia (Mongoma) macrotrichia is een tweevleugelige uit de familie steltmuggen (Limoniidae). De soort komt voor in het Australaziatisch gebied.